# Sergio Fernández (Hürdenläufer)
Sergio Fernández Roda (* 1. April 1993 in Barañáin, Navarra) ist ein spanischer Leichtathlet, der sich auf den Hürdenlauf spezialisiert hat. 2016 wurde er bei den Europameisterschaften in Amsterdam Vizeeuropameister über 400 m Hürden.

## Sportliche Laufbahn
Sergio Fernández trat erstmals 2011 bei spanischen Jugendmeisterschaften an. Ein Jahr später qualifizierte er sich für die U20-Weltmeisterschaften in Barcelona, wo er über 400 m Hürden antrat und das Halbfinale erreichte. 2014 gewann er bei den U23-Mittelmeerspielen Bronze über 400 m Hürden. Über diese Distanz trat er auch bei den Europameisterschaften in Zürich, und damit in seinem ersten internationalen Meisterschaftsrennen bei den Erwachsenen, an. Auch dort gelang ihm die Qualifikation für das Halbfinale, in dem er als Fünfter in seinem Lauf in 50,89 s ausschied.
2015 trat Fernández bei den U23-Europameisterschaften in Tallinn an. Ihm gelang der Einzug in das Finale, in welchem er allerdings den letzten Platz belegte. 2016 konnte er mit dem Vizeeuropameistertitel von den Europameisterschaften in Amsterdam seinen bislang größten sportlichen Erfolg verzeichnen. Zum Ende der Meisterschaften trat er auch noch im Quartett der spanischen 4-mal-400-Meter-Staffel an, mit der er als Fünfte im Zwischenlauf den Einzug in das Finale verpasste. Im August trat er dann auch bei den Olympischen Spielen in Rio über 400 m Hürden an. Den Vorlauf überstand er als Fünfter in seinem Lauf. Im Halbfinale konnte er sich als Drittplatzierter, aufgrund eines langsameren Laufs, zwar nicht für das Finale qualifizieren, dennoch lief er in 48,87 s einen neuen spanischen Rekord in dieser Disziplin, die am Ende Platz 11 bedeuteten.
Ein Jahr später scheiterte Fernández bei den Weltmeisterschaften in London bereits im Vorlauf. Bei den Europameisterschaften 2018 in Berlin lief er mit einer verbesserten Zeit, im Vergleich zu den Weltmeisterschaften, auf den siebten Platz im Finale. Im Oktober 2019 verpasste er bei den Weltmeisterschaften in Doha als Sechster in seinem Vorlauf den Einzug in das Halbfinale. Zwei Jahre später gelang ihm die Qualifikation für seine zweite Teilnahme an den Olympischen Sommerspielen. Nachdem er fünf Jahre zuvor noch den Nationalrekord aufstellte, kam er diesmal im Vorlauf nicht über eine Zeit von 51,51 s hinaus, womit er den vorletzten Platz belegte. 2022 konnte er keinerlei Wettkämpfe bestreiten. 2023 schaffte er die Qualifikation für die Weltmeisterschaften in Budapest. Dort schied er als Fünfter in seinem Vorlauf, wenn auch sehr knapp, vorzeitig aus.
Fernández gewann zwischen den Jahren 2014 und 2019 sowie 2021 und 2023 insgesamt acht spanische Meistertitel im 400-Meter-Hürdenlauf.

## Wichtige Wettbewerbe
| Jahr                | Veranstaltung             | Ort                 | Platz               | Disziplin           | Zeit                |
| Startet für Spanien | Startet für Spanien       | Startet für Spanien | Startet für Spanien | Startet für Spanien | Startet für Spanien |
| ------------------- | ------------------------- | ------------------- | ------------------- | ------------------- | ------------------- |
| 2012                | U20-Weltmeisterschaften   | Barcelona           | 45.                 | 400 m Hürden        | 53,50 s             |
| 2014                | Europameisterschaften     | Zürich              | 27.                 | 400 m Hürden        | 50,89 s             |
| 2015                | U23-Europameisterschaften | Tallinn             | 8.                  | 400 m Hürden        | 1:06,32 min         |
| 2016                | Europameisterschaften     | Amsterdam           | 2.                  | 400 m Hürden        | 49,06 s             |
| 2016                | Europameisterschaften     | Amsterdam           | 10.                 | 4 × 400 m           | 3:04,77 min         |
| 2016                | Olympische Sommerspiele   | Rio de Janeiro      | 11.                 | 400 m Hürden        | 48,87 s (NR)        |
| 2017                | Weltmeisterschaften       | London              | 30.                 | 400 m Hürden        | 50,38 s             |
| 2018                | Europameisterschaften     | Berlin              | 7.                  | 400 m Hürden        | 48,98 s             |
| 2019                | Weltmeisterschaften       | Doha                | 29.                 | 400 m Hürden        | 50,71 s             |
| 2021                | Olympische Sommerspiele   | Tokio               | 35.                 | 400 m Hürden        | 51,51 s             |
| 2023                | Weltmeisterschaften       | Budapest            | 25.                 | 400 m Hürden        | 49,26 s             |

## Persönliche Bestleistungen
- 200 m: 21,79 s, 4. Juli 2019, Pamplona
  - 200 m (Halle): 22,04 s, 13. Januar 2018, Salamanca
- 400 m: 47,21 s, 29. Juni 2016, Segovia
  - 400 m (Halle): 47,84 s, 21. Februar 2015, Antequera
- 400 m Hürdenlauf: 48,87 s, 16. August 2016, Rio de Janeiro, (spanischer Rekord)